# 吉本健一
吉本 健一（よしもと　けんいち、1949年3月31日）は、日本の法学者・弁護士。大阪大学名誉教授。博士（法学）（大阪大学）。

## 略歴
（出典）
- 1949年3月31日：香川県生まれ
- 1974年：大阪大学大学院法学研究科修士課程修了[2]
- 1974年4月：和歌山大学助手

和歌山大学講師を経て
- 1979年4月：和歌山大学助教授
- 1986年4月：大阪大学法学部助教授
- 1994年4月：大阪大学法学部教授
- 1997年8月：大阪大学評議員
- 1999年4月：大阪大学大学院法学研究科教授
- 2003年1月：大阪商工会議所企業法制委員会副委員長
- 2004年4月：大阪大学大学院高等司法研究科研究科長、同教授
- 2005年4月	大阪大学法務室長
- 2006年5月	古野電気社外監査役
- 2012年4月	神戸学院大学法学部教授
- 2012年8月	弁護士法人第一法律事務所客員弁護士
- 2014年4月	神戸学院大学評議員
- 2016年6月	池田泉州銀行社外監査役

## 著作
（出典）
- （判例評釈）「サンテレホン募集新株予約権発行差止仮処分命令申立事件」 旬刊商事法務1893号50-54頁 2010年
- 「譲渡制限株式の株主の支配的利益の保護」『民事特別法の諸問題』第5巻45-58頁 2010年
- 「新株予約権の行使条件の変更と当該権利行使に基づく新株発行の無効」2009年
- （判例評釈）「会社の代表取締役が、在任中に競業会社の事実上の主宰者として行った取引について競業避止義務違反が認められ、本人及び同居親族の競業会社の役員報酬を基礎に、損害額の推定がなされた事例」私法判例リマークス 39号74-77頁 2009年
- 『会社法コンメンタール第6巻』商事法務 2009年
- （解説）「新株発行・自己株式の処分の無効事由・不存在事由」『会社法の争点』（ジュリスト増刊）86-87頁 2009年
- （判例評釈）「新株予約権の行使条件の変更と当該権利行使に基づく新株発行の無効」金融・商事判例 1327号2-6頁 2009年
- 「サンテレホン募集新株予約権発行差止仮処分命令申立事件」2009年
- 「機関2」『会社法コンメンタール第8巻』商事法務 2009年
- 「株式・1」『逐条解説会社法第2巻』中央経済社 2008年
- （判例評釈）「会社法346条1項に基づき取締役としての権利義務を有する者に対する解任の訴えの可否」金融商事・判例 商法（総則・商行為）判例百選 1298号12-15頁 2008年
- 「組織再編行為の無効による効果」ビジネス法務 8巻11号104-111頁 2008年
- (判例解説) 「商法25条（会社法14条）と使用人の代理権の範囲」商法（総則・商行為）判例百選 62-63頁 2008年
- 「信用金庫の理事を（平成17年改正前）信用金庫法38条の手続きによることなく解任することの可否」商事法務 1827号36-40頁 2008年
- 「会社法における財源規制違反の剰余金の配当の効力」阪大法学 57巻5号1-18頁 2008年
- 「株式会社の従業員持株会において規約に定めのない書面による解散決議が有効とされた事例」判例評論 585号49-51頁 2007年
- 『新株発行のメカニズムと法規制』中央経済社 2007年
- 「有限会社の増資において実質的な社員に払込済出資金の支払いと引き換えに名義上の社員からの持分の取得を認めた事例」 私法判例リマークス 32号 2006年
- 「強制的公開買付けの目的に関する立法論的考察」阪大法学 55巻6号 2006年
- 「著しく不公正な方法による第三者割当増資」会社法判例百選（別冊ジュリスト180号） 2006年
- 『分かりやすい会社法の手引』新日本法規出版 2006年
- 『会社法における主要論点の評価』中央経済社 2006年
- 「有限会社の増資で実質的な社員に名義上の社員から払い込まれた出資金の支払いと引き換えに名義上の社員に付与された持分自体の取得を認めた事例」商事法務 1791号54-58頁 2006年
- 「取締役会の職務・権限----委員会等設置会社と一般の会社との対比」『最新倒産法・会社法をめぐる実務上の諸問題（今中利昭先生古稀記念）』 2005年
- 「ポイズン・ピルと株主平等原則」阪大法学 55巻3・4号 2005年
- 「手形についての商事留置権」手形小切手判例百選（第6版） 別冊ジュリスト173号 2004年
- 「新株発行不存在確認の訴えと新株発行無効の訴えの出訴期間制限規定の類推適用」商事法務1685号101-104頁 2004年
- 『講説商法（総則・商行為法）』不磨書房 2004年
- 『会社法（エッセンシャル商法1）〔第8版〕』有斐閣 2004年
- 「資本と準備金」判例タイムズ1158,105-115/, 2004年
- 『わかりやすい会社法の手引〔全2巻〕』会社法実務研究会編集 新日本法規出版 2003年
- 『会社法（エッセンシャル商法１）〔第7版〕』有斐閣 2003年
- 「委員会等設置会社における監査委員の資格と職務」月間監査役 427,4-9/, 2003年
- 「イギリス会社法における取締役の義務違反行為の承認と責任免除」21世紀の企業法制（商事法務） 867-886 2003年
- 「株主総会における取締役選任決議の採決方法」法学新報 109(9・10) 623-644 2003年
- 「金庫株の解禁」金融・商事判例 1160,70-83/, 2003年
- 「企業統治手段としての種類株式」田邊光政・藤田勝利・吉本健一・家近正直・今中利昭編『最新会社法をめぐる理論と実務』新日本法規出版 58-71 2003年[7]
- 「有限会社の定款とその変更」阪大法学 53(3・4) 91-103 2003年
- 「株主代表訴訟の提起が被告取締役らに対する不法行為に当たらないとされた事例」商事法務1617号109-113頁 2002年
- 「株式移転による株主地位の喪失と株主代表訴訟の原告適格----日本興業銀行株主代 表訴訟事件」判例評論516号36-39頁 2002年

など